# Gornji Kokoti
Gornji Kokoti är en ort i Montenegro. Den ligger i den södra delen av landet, 9 km sydväst om huvudstaden Podgorica. Gornji Kokoti ligger 176 meter över havet och antalet invånare är 144.
Terrängen runt Gornji Kokoti är kuperad västerut, men österut är den platt. Runt Gornji Kokoti är det ganska glesbefolkat, med 48 invånare per kvadratkilometer. Närmaste större samhälle är Podgorica, 8,7 km nordost om Gornji Kokoti. Trakten runt Gornji Kokoti består till största delen av jordbruksmark.